# Sebastian Linda
Sebastian Linda (* 12. Februar 1984 in Darmstadt) ist ein deutscher Produzent von Videoclips, Filmemacher, Regisseur,  Musiker und Redner. Bekannt wurde er durch seine Kurzfilme in den Bereichen Extremsport, und Tourismus, die mehrfach national und international ausgezeichnet wurden.

## Leben und Werk
Linda wuchs in Darmstadt auf und begann im Alter von zwölf Jahren mit dem Filmen von Skateboard-Videos. Nach einem Studium im Bereich Medienproduktion mit Abschluss des Masters of Arts 2008 an der Hochschule Darmstadt spezialisierte er sich auf Kameraarbeit und Regie. Seit 2010 lebt und arbeitet er in Dresden.
Seit 2024 bietet Linda Kurse für Filmemacher, Selbstständige und Unternehmen an.
Seine Filme und Videos zeichnen sich durch eine Kombination aus dokumentarischer Erzählweise, poetischer Bildsprache und musikalischer Untermalung aus. In seinen Arbeiten beschäftigt er sich häufig mit persönlichen Erfahrungen, Natur und Bewegungskultur.

### Videos, Werbefilme
Mit seiner Videoreihe über Skateboarding The Beasts gewann Linda 2014 mit The Revenge of the Beasts und 2015 mit The Journey of the Beasts jeweils den Webvideopreis Deutschland. 2015 wurde The Journey of the Beasts mit dem Publikumspreis der Mitteldeutschen Filmnacht beim Filmfest Dresden ausgezeichnet.
2016 gewann Linda mit Life is a Dance den Webvideopreis in der Kategorie Sport, und 2017 mit Memento Mori in der Kategorie Arthouse.
2019 wurde sein Film At Home Outdoors, produziert für die Outdoor-Marke Jack Wolfskin, bei den Cannes Corporate Media & TV Awards mit einer Goldmedaille ausgezeichnet.
„Travel Where You Are“ ist ein filmischer Essay, der 2021 im Rahmen der Kampagne „So geht sächsisch“ entstanden ist.
2022 produzierte Linda den Kampagnenfilm Let’s Shoot It für Panasonic. Der Film dokumentiert einen Roadtrip durch Südafrika.
2022 war Linda am Drehbuch und als dramaturgischer Berater an dem Film The North Drift, der den Weg des Plastikmülls von Deutschland aus in die Lofoten dokumentiert,   beteiligt.

### Stummfilmkino
Seit 2023 präsentiert Linda das interaktive Stummfilmkino Uplight, bei dem improvisierte Klavierklänge und Töne die gezeigten Bilder in Echtzeit beeinflussen. Für dieses Format hat er eigene Musik für Klavier komponiert, die er auf Spotify veröffentlicht hat.

## Auszeichnungen
- 2014: Webvideopreis Deutschland – Kategorie Action für The Revenge of the Beasts
- 2015: Webvideopreis Deutschland – Kategorie AAA Cinematography für The Journey of the Beasts
- 2015: Publikumspreis beim Filmfest Dresden für The Journey of the Beasts
- 2016: Webvideopreis Deutschland – Kategorie Sport für Life is a Dance
- 2017: Webvideopreis Deutschland – Kategorie Arthouse für Memento Mori
- 2019: Cannes Corporate Media & TV Awards – Gold für At Home Outdoors

## Filmografie (Auswahl)
- 2010: Born to Skate (Dokumentarfilm, 78 Min.; Kinostart: 18. September 2010)
- 2010:  Mathematik ist mein Leben (Kurzfilm, aufgeführt auf den Rüsselsheimer Filmtagen)
- 2013: Mr. Elektro (Dokumentarfilm, 58 Min.)
- 2013: The Revenge of the Beasts
- 2014: The Journey of the Beasts
- 2016: Life is a Dance
- 2016: When You Say Stay (Kurzfilm, aufgeführt auf dem Filmfest Dresden – Kamera)
- 2017: Memento Mori (Kurzfilm, aufgeführt auf dem Landshuter Kurzfilmfestival)
- 2017: Aras (Kurzfilm, aufgeführt auf dem Filmfest Dresden)
- 2018: Mio Iran
- 2019: At Home Outdoors
- 2021: Travel Where You Are
- 2022: Let's Shoot it - Panasonic Gh6
- 2022: Zeitreisen unter Dampf
- 2022: DJI Avata - Release Trailer
- 2023: Uplight (Interaktives Stummfilmkino)
- 2025: Deutsche Dampfbahnen